# Yasmina Reza
Yasmina Reza, född 1 maj 1959 i Paris, är en fransk författare, dramatiker och skådespelare. Hon är en av världens mest spelade, nu levande dramatiker. Hon har belönats med flera priser för såväl dramer som romaner.

## Biografi
Faderns familj kom ursprungligen från Ryssland, flyttade till Iran och därifrån till Frankrike där han växte upp. Han var affärsman, ingenjör och pianist. Modern var violonist som flytt från Ungern.
Yasmina Reza har studerat sociologi och dramatik vid universitetet i Nanterre, och dramatik vid dramaskolan Jacques Lecoq. Därefter har hon arbetat  som skådespelare. Hon är bosatt i Paris och har två barn. Som författare debuterade hon 1987 med pjäsen Conversations après un enterrement.

## Författarskap

### Dramatik
Yasmina Reza är känd för att i sin dramatik skildra den franska medelklassen ur ett kritiskt, ironiskt perspektiv. Hon har uppfattats influerad av såväl Tjechov som Strindberg, Ionesco och Sarraute. Franska kritiker har beskrivit hennes dramatik som både ytlig och "ofransk", med anglosaxiska drag.
I Art är det tre manliga vänner som diskuterar ett konstverk. Samtalet frigör känslor som inte bara berör den aktuella tavlan och vänskapen sätts på prov. Pjäsen blev författarens internationella genombrott. Den har spelats på scener i många länder, i Sverige på Stockholms stadsteater. I Hasard möts en man och en kvinna på ett tåg. Mannen är en känd författare och kvinnan en av hans trogna läsare. Efter att ha iakttagit varandra med egna tankar om den andra inleder de så småningom en konversation.
Le Dieux de carnage (på svenska som Massakerguden) skildrar hur två föräldrapar råkar i dispyt efter en kontrovers mellan deras respektive barn. Baserad på denna pjäs skrev Yasmina Reza tillsammans med regissören Roman Polanski 2011 manus till filmen Carnage.  Den klassificeras som en dramakomedi.    

### Prosa
Hammerklavier och Nulle part har självbiografiskt innehåll. I L'Aube le soir ou la nuit följer författaren Nicolas Sarkozy under dennes presidentkampanj 2006. Den förtvivlade utgörs i sin helhet av en inre monolog. En äldre man rekapitulerar sitt liv, ältar sina misslyckanden och för en dialog med den frånvarande sonen vars livsföring han föraktar. Lyckliga äro de lyckliga skildrar arton personer vars liv på olika sätt är sammanflätade med varandra, deras drömmar om lycka och gemenskap.
- Hammerklavier ,1997
- Une désolation, 1999
  - Den förtvivlade. Översättning Lotta Riad. Rimbo: Fischer&Co, 2003. ISBN 9170549516
- Nulle part, 2005
- Dans la luge d'Arthur Schopenhauer, 2005. ISBN 2253121177
- Adam Haberberg ,2003. Hommes qui ne savent pas être aimés,  2009
- L'Aube le soir ou la nuit, 2007
- Heureux les heureux,  2013
  - Lyckliga äro de lyckliga. Översättning Marie Berthelius. Lund: Bakhåll, 2020. ISBN 9789177425458
- Babylone, 2016
- Serge, 2021

### Dramatik
- Conversations après un enterrement, 1987
  - Samtal efter en begravning. översättning Anders Bodegård. Östgötateatern, 1999
- La Traversée de l'hiver, 1990
- « Art » , 1994
  - Art. översättning Calle Norlén. Stockholms stadsteater, 2013
- L'Homme du hasard, 1995
  - Hasard. översättning Anders Bodegård. Kungliga dramatiska teatern, 1997
- Trois versions de la vie, 2001
  - Livet i tre versioner. Översättning Anders Bodegård. Kungliga dramatiska teatern, 2001
- Une pièce espagnole, 2004
- Le Dieu du carnage, 2006
  - Massakerguden. Översättning Anders Bodegård. Kungliga dramatiska teatern, 2009
- Comment vous racontez la partie, 2011
- Bella Figura, 2015
- Anne-Marie la Beauté, 2020

## Priser och utmärkelser
- Prix Molière :
  - 1987 : Conversations après un enterrement
  - 1995 : « Art »
- Tony Award :
  - 1998 : « Art »
  - 2009 : Le Dieu du carnage (God of Carnage)
- Laurence Olivier Award
  - 2009 : Le Dieu du carnage (God of Carnage)
- 2000 : Grand prix du théâtre de l’Académie française
- 2010 : ACE Award
- 2012 Césarpriset
  - Carnage
- 2013 : Prix littéraire du Monde
  - Heureux les heureux
- 2013 : Prix Marie-Claire
- 2016 : Prix Renaudot
  - Babylone